# Nephrotoma moravica
Nephrotoma moravica is een tweevleugelige uit de familie langpootmuggen (Tipulidae). De soort komt voor in het Palearctisch gebied.